# Buda (Râfov), Prahova
Buda este un sat în comuna Râfov din județul Prahova, Muntenia, România.